# Фагараш
Фагараш (рум. Făgăraş, мађ. Fogaras) град је у Румунији. Он се налази у средишњем делу земље, у историјској покрајини Трансилванија. Фагараш је други по важности град округа Брашов.
Фагараш је према последњем попису из 2021. године имала 26.284 становника.

## Географија
Град Фагараш налази се у јужном делу историјске покрајине Трансилваније, око 68 km западно до Брашова.
Фагараш се налази у пространој и плодној котлини реке Олт, на средњем делу тока најдуже румунске реке. Јужно од града издижу се Карпати (тзв. Горје Фагарашулуји), а северно се издиже побрђе средишње Трансилваније.

## Историја
У "Фогарошу" је рођен 1767. године епископ арадски Нестор Јовановић (1829-1830), који се пре тога подвизавао у манастиру Бездин (1824-1829).

## Становништво
У односу на попис из 2002, број становника на попису из 2011. се смањио.
| 1966.  | 1977.  | 1992.  | 2002.  | 2011.  |
| ------ | ------ | ------ | ------ | ------ |
| 22.934 | 33.827 | 44.931 | 36.121 | 30.714 |

Матични Румуни чине већину градског становништва Фагараша, а од мањина присутни су Мађари и Роми. До средине 20. века у граду су били бројни и Јевреји и Немци.

## Галерија
- Типична стара кућа са обода града
- Детаљ из градског језгра